# Stanisław Plappert
Stanisław Plappert (ur. 25 kwietnia 1888 w Krakowie, zm. 2 marca 1956) – podpułkownik piechoty Wojska Polskiego.

## Życiorys
Urodził się 25 kwietnia 1888 w Krakowie, w rodzinie Antoniego (1839–1910), majora cesarskiej i królewskiej Armii, odznaczonego Krzyżem Zasługi Wojskowej z dekoracją wojenną (1878), i Felicji z Cieszyńskich (1858–1945). 
W 1909 rozpoczął pełnić zawodową służbę wojskową w c. i k. Armii. Został wcielony do Galicyjskiego Pułku Piechoty Nr 20 w Krakowie. W szeregach tego oddziału wziął udział w mobilizacji sił zbrojnych Monarchii Austro-Węgierskiej, wprowadzonej w związku z wojną na Bałkanach (1912–1913), a następnie walczył na froncie rosyjskim w czasie I wojny światowej. Na stopień chorążego został mianowany ze starszeństwem z 1 września 1909, a na stopień podporucznika ze starszeństwem z 1 maja 1912 w korpusie oficerów piechoty. W 1914 dostał się do rosyjskiej niewoli. Przebywał w Pietropawłowsku, w ówczesnym obwodzie akmolińskim. W 1918, po powrocie z niewoli, działał w tajnej organizacji niepodległościowej „Wolność”.
Z dniem 1 listopada 1918 został przyjęty do Wojska Polskiego z byłej armii austro-węgierskiej, z zatwierdzeniem posiadanego stopnia porucznika ze starszeństwem od dnia 1 stycznia 1915. 19 lutego 1919 został przydzielony do 1 Pułku Strzelców Podhalańskich na stanowisko adiutanta. 3 maja 1922 został zweryfikowany w stopniu majora ze starszeństwem z 1 czerwca 1919 w korpusie oficerów piechoty. W lipcu tego roku został zatwierdzony na stanowisku dowódcy batalionu. 24 maja 1923 został przydzielony do Rezerwy Oficerów Sztabowych DOK Nr V. 13 września tego został przydzielony do Dowództwa Okręgu Korpusu Nr V w Krakowie na stanowisko dowódcy Kwatery Głównej. W grudniu 1924 został przydzielony do Oddziału Wyszkolenia DOK V na stanowisko referenta wyszkolenia. W styczniu 1925 został przesunięty do Oddziału Ogólnego Sztabu DOK V na stanowisko referenta. Nadal pozostawał oficerem nadetatowym 1 psp w Nowym Sączu. 3 maja 1926 został awansowany na podpułkownika ze starszeństwem z dniem 1 lipca 1925 i 23. lokatą w korpusie oficerów piechoty. We wrześniu tego roku został przydzielony z DOK V do macierzystego pułku z jednoczesnym przeniesieniem służbowym do PKU Kraków na okres czterech miesięcy. W maju 1927 został przydzielony z 1 psp do Powiatowej Komendy Uzupełnień Kraków Miasto na stanowisko komendanta. 14 lutego 1929 został zwolniony z zajmowanego stanowiska i pozostawiony bez przynależności służbowej z równoczesnym oddaniem do dyspozycji dowódcy Okręgu Korpusu Nr V. Z dniem 30 czerwca 1929 został przeniesiony w stan spoczynku. W 1934 pozostawał w ewidencji Powiatowej Komendy Uzupełnień Kraków Miasto. Posiadał przydział do Oficerskiej Kadry Okręgowej Nr V. Był wówczas „przewidziany do użycia w czasie wojny”.
Podczas II wojny światowej był działaczem Polskiego Czerwonego Krzyża w Krakowie na terenie Generalnego Gubernatorstwa (wraz z nim płk dr Władysław Gorczycki). 13 kwietnia 1943 w składzie polskiej delegacji określonej jako Komisja Techniczna udał się z Krakowa do Katynia na miejsce odkrytych masowych grobów i prowadzonych tam przez Niemców ekshumacji jako pełnomocnik Zarządu Głównego na Dystrykt Krakowski.
Został autorem pamiętników. Zamieszkiwał w willi przy ulicy Daszyńskiego w Krakowie; miał córkę Zofię. Zmarł 2 marca 1956 lub 12 marca 1956. Został pochowany na cmentarzu Rakowickim w Krakowie.

## Ordery i odznaczenia
- Krzyż Oficerski Orderu Odrodzenia Polski – 2 maja 1922[34][35]
- Medal Niepodległości – 16 marca 1937 „za pracę w dziele odzyskania niepodległości”[36]
- Krzyż Pamiątkowy Mobilizacji 1912–1913[4]